# سحق (إعدام)

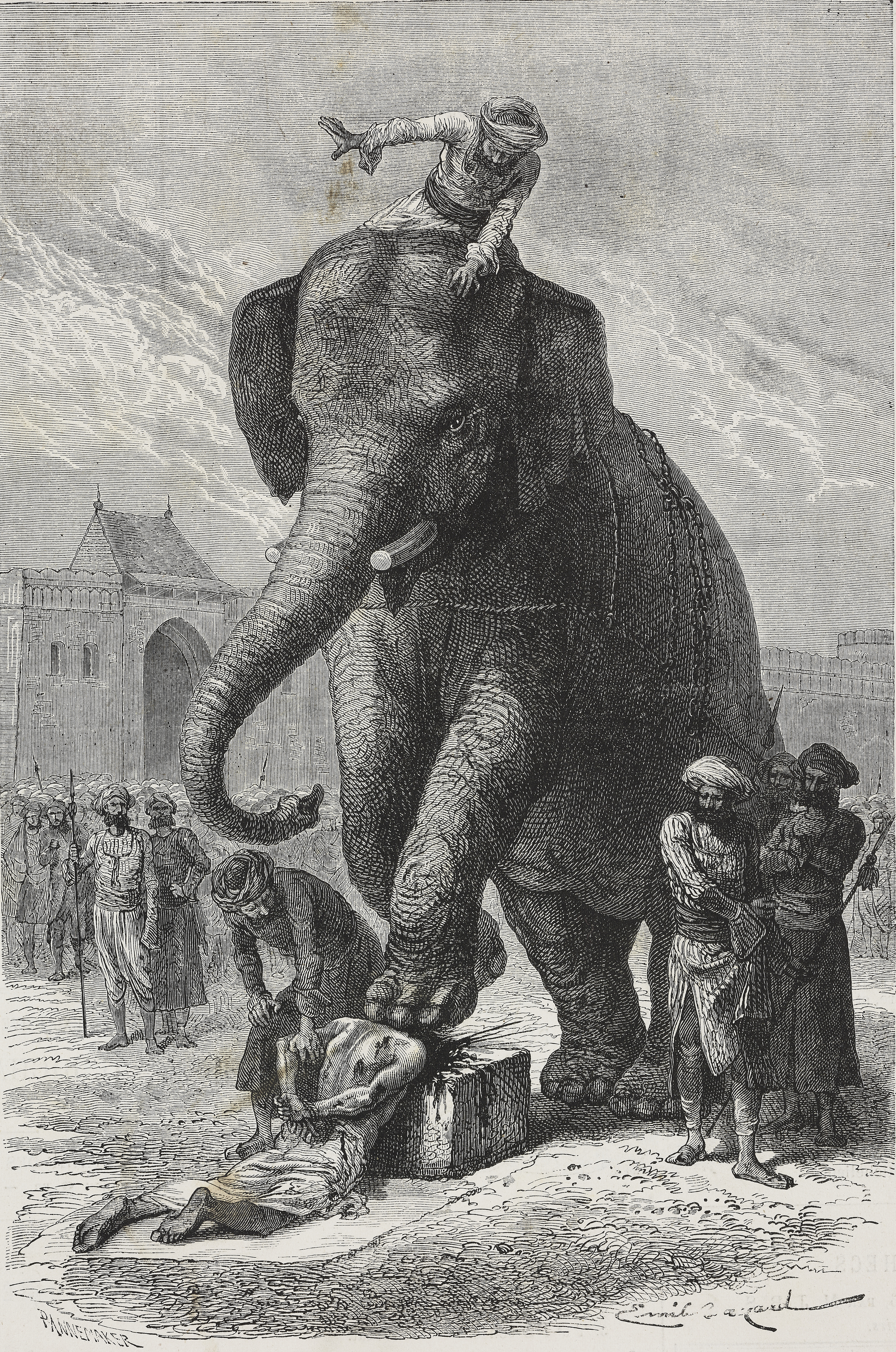
رسم يصف تنفيذ عملية السحق في الهند عام 1868.

الموت بالسحق أو الضغط هو طريقة إعدام لها تاريخ طويل تباينت خلالها التقنيات المستخدمة بشكل كبير من مكان إلى آخر، وتتضمن عمومًا وضع وزن ثقيل على شخص بقصد القتل. لم تعد اليوم أي دولة في العالم تستخدم هذا الشكل من أشكال الإعدام.

## السحق بالفيلة
كانت طريقة الموت الشائعة في جميع أنحاء جنوب وجنوب شرق آسيا لأكثر من 4000 عام هي سحق الأفيال. استخدم الساسانيون والرومان والقرطاجيون هذه الطريقة أيضًا في بعض الأحيان.

## الأساطير رومانية
في الأساطير الرومانية ، كانت تاربيا فتاة رومانية خانت مدينة روما إلى قبيلة سابين مقابل ما اعتقدت أنه سيكون مكافأة من المجوهرات. وبدلاً من ذلك ، تم سحقها حتى الموت وتم إلقاء جسدها من صخرة تاربيا التي تحمل اسمها الآن.